# Liste der Baudenkmäler in Gröbenzell
Auf dieser Seite sind die Baudenkmäler in der oberbayerischen Gemeinde Gröbenzell zusammengestellt. Diese Tabelle ist eine Teilliste der Liste der Baudenkmäler in Bayern. Grundlage ist die Bayerische Denkmalliste, die auf Basis des Bayerischen Denkmalschutzgesetzes vom 1. Oktober 1973 erstmals erstellt wurde und seither durch das Bayerische Landesamt für Denkmalpflege geführt wird. Die folgenden Angaben ersetzen nicht die rechtsverbindliche Auskunft der Denkmalschutzbehörde.

## Baudenkmäler
| Lage                        | Objekt                                     | Beschreibung | Akten-Nr.             | Bild           |
| --------------------------- | ------------------------------------------ | --- | --------------------- | -------------- |
| Alpenstraße 2 (Standort)    | Ehemaliges Wohnhaus                        | Erdgeschossiger Mansarddachbau mit Eingangsnische und angeschlossenem zweigeschossigem Kreuzgiebelbau mit Terrassen-Loggia und Erker über Stützen, erbaut im reduzierten Heimatstil mit Elementen des Jugendstils, um 1910. | D-1-79-126-1 Wikidata | weitere Bilder |
| Brückenweg 2 (Standort)     | Sogenannte Russenbrücke                    | Massive Bogenbrücke, von allerdings französischen Kriegsgefangenen in Jugendstilformen 1916 erbaut. | D-1-79-126-2 Wikidata | weitere Bilder |
| Kirchenstraße 14 (Standort) | Katholische Pfarrkirche St. Johann Baptist | Neubarocker Saalbau mit eingezogener Apsis und Chorflankenturm mit Zwiebelhaube, von Josef Schormüller, 1925/26. | D-1-79-126-3 Wikidata | weitere Bilder |
| Rathausstraße 3 (Standort)  | Ehemalige Dorfschule                       | Zweigeschossiger historisierender Walmdachbau, 1925. | D-1-79-126-4 Wikidata | weitere Bilder |